# Duden
Pour les articles homonymes, voir Duden (homonymie).

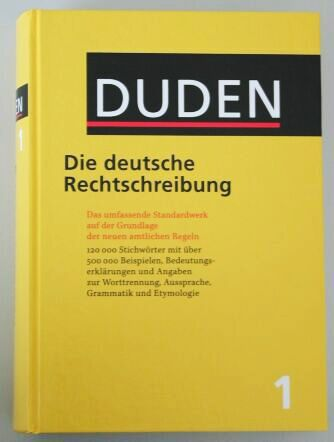
Couverture du tome 1 du Duden, Die deutsche Rechtschreibung, dans sa vingt-deuxième édition.

Le Duden est un dictionnaire de la langue allemande, dont la première édition a été publiée le 7 juillet 1880 par Konrad Duden.
Il est généralement actualisé tous les quatre à cinq ans ; l’édition actuelle, la vingt-huitième, date de 2020. Il est publié par la Dudenverlag, qui édite également sous cette marque divers autres dictionnaires et manuels linguistiques.
L’ouvrage est de nos jours composé de douze tomes thématiques, reconnaissables à leur couverture de couleur :
1. Die deutsche Rechtschreibung, le dictionnaire orthographique, en jaune ;
2. Das Stilwörterbuch, le dictionnaire du style, en jaune-orange ;
3. Das Bildwörterbuch, le dictionnaire en images, en orange pâle ;
4. Grammatik der deutschen Gegenwartssprache, la grammaire, en orange ;
5. Das Fremdwörterbuch, le dictionnaire des mots savants et étrangers, en rouge ;
6. Das Aussprachewörterbuch, le dictionnaire de la prononciation, en rose ;
7. Das Herkunftswörterbuch, le dictionnaire étymologique, en bleu ;
8. Das Synonymwörterbuch, le dictionnaire des synonymes, en bleu turquoise ;
9. Richtiges und gutes Deutsch, le guide du bon usage, en vert-bleu ;
10. Das Bedeutungswörterbuch, le dictionnaire des acceptions, en vert pomme ;
11. Redewendungen, sur les expressions, en vert clair ;
12. Zitate und Aussprüche, sur les citations et proverbes, en vert-jaune.

Le tome le plus important est le tome sur l’orthographe, car le Duden donnait la norme administrative jusqu’à la réforme orthographique de 1996.

## Principes
Jusqu’en 1996, le Duden était l’ouvrage de référence officiel pour l’orthographe allemande. La grammaire et la syntaxe, cependant, n’ont pas de règles officielles.
La rédaction du Duden observe le développement de la langue et entre dans son dictionnaire les mots nouveaux utilisés avec une fréquence significative dans les médias. L’ouvrage intègre ainsi largement le vocabulaire actuel. Il comporte de ce fait un certain nombre de néologismes, ce qui suscite certaines critiques.
Depuis la vingt-quatrième édition, en 2006, le Duden indique entre plusieurs variantes une orthographe à préférer, qui ne s’appuie ni sur l’usage ni sur les décisions du Conseil pour l’orthographe allemande.

## Histoire

### LeDudende Schleiz et la première édition
En 1872, Konrad Duden, alors directeur d’un Gymnasium à Schleiz, publie à Leipzig un dictionnaire, aujourd’hui connu sous le surnom de « Duden de Schleiz » (Schleizer Duden).
En 1876, il est nommé directeur du Gymnasium royal d’Hersfeld ; c’est dans cette ville qu’il publie le 7 juillet 1880, chez le Bibliographisches Institut, son ouvrage le plus important, le Vollständiges orthographisches Wörterbuch der deutschen Sprache (Dictionnaire orthographique complet de la langue allemande). Le dictionnaire comporte vingt mille entrées. La même année, il est officiellement adopté comme référence pour l’orthographe administrative par le royaume de Prusse ; il deviendra ensuite ouvrage de référence pour l’ensemble de l’Empire allemand, et en 1894 pour la Suisse. Cette première édition est connue sous le surnom d’« Urduden », ou Duden originel.

### LeDudende 1901 à 1941
La IIe conférence orthographique, réunie à Berlin du 17 au 19 juin 1901 avec la participation de Konrad Duden, débat de l’« unité de l’orthographe allemande », et confirme la réglementation prussienne. L’année suivante, cette décision est intégrée à la législation en Allemagne, en Autriche-Hongrie et en Suisse. C’est également en 1902 que paraît la septième édition du Duden, mise à jour suivant les décisions de la conférence ; Konrad Duden a été pour la première fois assisté d’une rédaction.
La douzième édition, en 1941, est la dernière à être composée en écriture Fraktur, interdite par le Gouvernement du Reich ; le Duden paraît depuis exclusivement en caractères latins.

### LesDudende l’Est et de l’Ouest
Le premier Duden de l’après-guerre, la treizième édition, paraît en 1947 à Leipzig, ainsi que chez des éditeurs des zones occidentales, d’Autriche et de Suisse ayant reçu une autorisation de la maison-mère. En 1954, la Dudenverlag de l’Ouest fait paraître sa propre quatorzième édition ; à partir de cette édition paraissent deux variantes de l’ouvrage, l’une à l’Ouest et l’autre à l’Est, dont le lexique ne se recouvre pas. Les notions socialistes avancées par la République démocratique allemande entrent dans le Duden de l’Est, et le vocabulaire quotidien de l’Allemagne fédérale dans le Duden de l’Ouest. 
À l’Ouest, plusieurs maisons d’édition, qui attaquent le monopole de fait du Duden, publient des dictionnaires comportant des orthographes alternatives. Ceci pousse en novembre 1955 la conférence des ministres de la Culture à faire du Duden la référence obligatoire en cas d’orthographes divergentes, ce qu’il restera jusqu’à la réforme orthographique de 1996. 
À l’Est, la rédaction de Leipzig, qui se considère comme dépositaire de la tradition du dictionnaire, s’attache à éditer un dictionnaire « apolitique » afin d’éviter une division de l’orthographe. L’édition de 1965, vingt ans après la fin de la guerre et seize ans après la fondation des deux États, comporte une entrée « Deutschland » (« Allemagne »), mais pas « DDR » (« RDA »), « BRD » (« RFA ») ou « Bundesrepublik » (« République fédérale ») ; à l’entrée « Berlin », il est simplement indiqué : « Capitale de l’Allemagne ». Le Duden de l’Est commence cependant d’intégrer des notions socialistes à la fin des années 1960 ; il reste cependant moins ouvert aux nouveautés que celui de l’Ouest, qui accepte plus facilement les nouveaux mots, en particulier ceux de l’argot des jeunes.

### 20eédition(1991)
La vingtième  édition, parue en 1991, est connue sous le nom de « Duden de l’unification » (Einheintsduden), car elle réunifie, un an après la réunification du pays, les éditions de la République fédérale et de la République démocratique allemande. Elle aurait été la dix-neuvième édition à l’Est.
C’est la dernière édition avant la réforme de l’orthographe de 1996.

### 21eédition(1996)
La réforme orthographique de 1996 met fin au « monopole » dont jouissait le Duden en tant que référence officielle, au profit d’une réglementation administrative. D’autres ouvrages présentant cette norme peuvent donc désormais également faire autorité, comme le Wahrig, publié par la Bertelsmann-Verlag.
Dès 1994, la Dudenverlag avait publié une brochure intitulée Informationen zur neuen deutschen Rechtschreibung (Informations sur la nouvelle orthographe allemande) afin de faire connaître du grand public des décisions de la conférence orthographique de Vienne (Wiener Orthographiekonferenz).
Deux ans plus tard, la nouvelle édition indique en rouge les nouvelles orthographes. Il comporte en annexe la réglementation orthographique officielle, sans toutefois la liste des mots, intégrée au dictionnaire.
Quelques erreurs d’interprétation des nouvelles règles sont relevées, par exemple spinnefeind avec une majuscule ou l’absence de la graphie Xylofon. Certaines césures possibles ont également été omises ; par exemple, seul « Ma-nu-skript » était indiqué pour Manuskript, alors que « Ma-nus-kript » et « Manusk-ript » sont également possibles.

### 22eédition(2000)
La vingt-deuxième édition présente simultanément les orthographes anciennes et réformées, et corrige les erreurs parues dans la vingt-et-unième. De petites cases d’information, utilisées depuis 1996 dans les dictionnaires publiés par Bertelsmann, font leur apparition. Le Duden publie pour la première fois les « mots et anti-mots de l’année » (Wörter und Unwörter des Jahres) choisis par la Société de la langue allemande.

### 23eédition(2004)
La vingt-troisième édition paraît le 28 août 2004. Elle intègre les modifications de la réforme orthographique adoptées en juin 2004 par la conférence des ministres de la Culture.
Ce sont les anciennes orthographes qui sont signalées à partir de cette édition. Une autre nouveauté est que les noms de métiers ou de titres féminisés sont indiqués, par exemple « Erbsenzählerin » en même temps que « Erbsenzähler » ; ceci fut critiqué dans la mesure où l’adjonction du suffixe -in ne pose aucun problème orthographique, tandis que certains y virent un progrès pour l’égalité entre les sexes.

### 24eédition(2006)
La vingt-quatrième édition paraît le 22 juillet 2006.
Le 2 mars, la conférence des ministres de la Culture avait accepté la proposition du Conseil pour l’orthographe allemande de modifier la réglementation orthographique officielle. Le directeur de la rédaction du Duden, Matthias Wermke, écrit dans la préface : « La rédaction du Duden estime que la décision des ministres de la Culture rétablit la sécurité en matière d’orthographe qu’elle réclamait depuis des années. »
La nouvelle édition comporte environ cent trente mille mots, dont trois mille cinq cents nouveaux. Pour la première fois, une graphie est indiquée comme privilégiée par le Duden lorsque plusieurs sont possibles ; la rédaction espère ainsi favoriser un usage homogène en la matière.
Le linguiste Theodor Ickler, connu pour son opposition à la réforme orthographique de 1996, critique dans la Frankfurter Allgemeine Zeitung du 21 juillet les graphies « privilégiées par le Duden », jugées incohérentes, arbitraires et erronées.
L’édition peut être achetée avec un CD-ROM, sur lequel est enregistré l’intégralité du Duden, ainsi que des extraits de la base de données sonores de l’ARD, qui permettent d’entendre la prononciation correcte de certains mots.

## Éditions électroniques
Le Duden est commercialisé en version électronique, et est inclus dans le logiciel Office-Bibliothek sous Linux, Mac OS et Windows. Des correcteurs d’orthographe, de style et de grammaire existent pour Microsoft Word et OpenOffice.org Writer, respectivement Duden Korrektor et Duden OpenOffice.org Suite.